# Doubrava (râu)
Doubrava este un râu din Republica Cehă, un afluent de stânga al râului Elba. Curge prin regiunile Vysočina, Pardubice și Boemia Centrală. Are o lungime de 88,3 kilometri (54,9 mi). Bazinul său hidrografic are o suprafață de 591,4 kilometri pătrați (228,3 mi2).

## Etimologie
Cuvântul ceh doubrava înseamnă „pădure de stejar” (derivat din dub = „stejar”). Cu toate acestea, numele nu exprima caracterul întregului pârâu (acela că râul ar curge prin păduri de stejar), dar acest tip de denumire a fost creat cel mai adesea în funcție de grupurile de arbori care creșteau la gura lui.

## Geografie

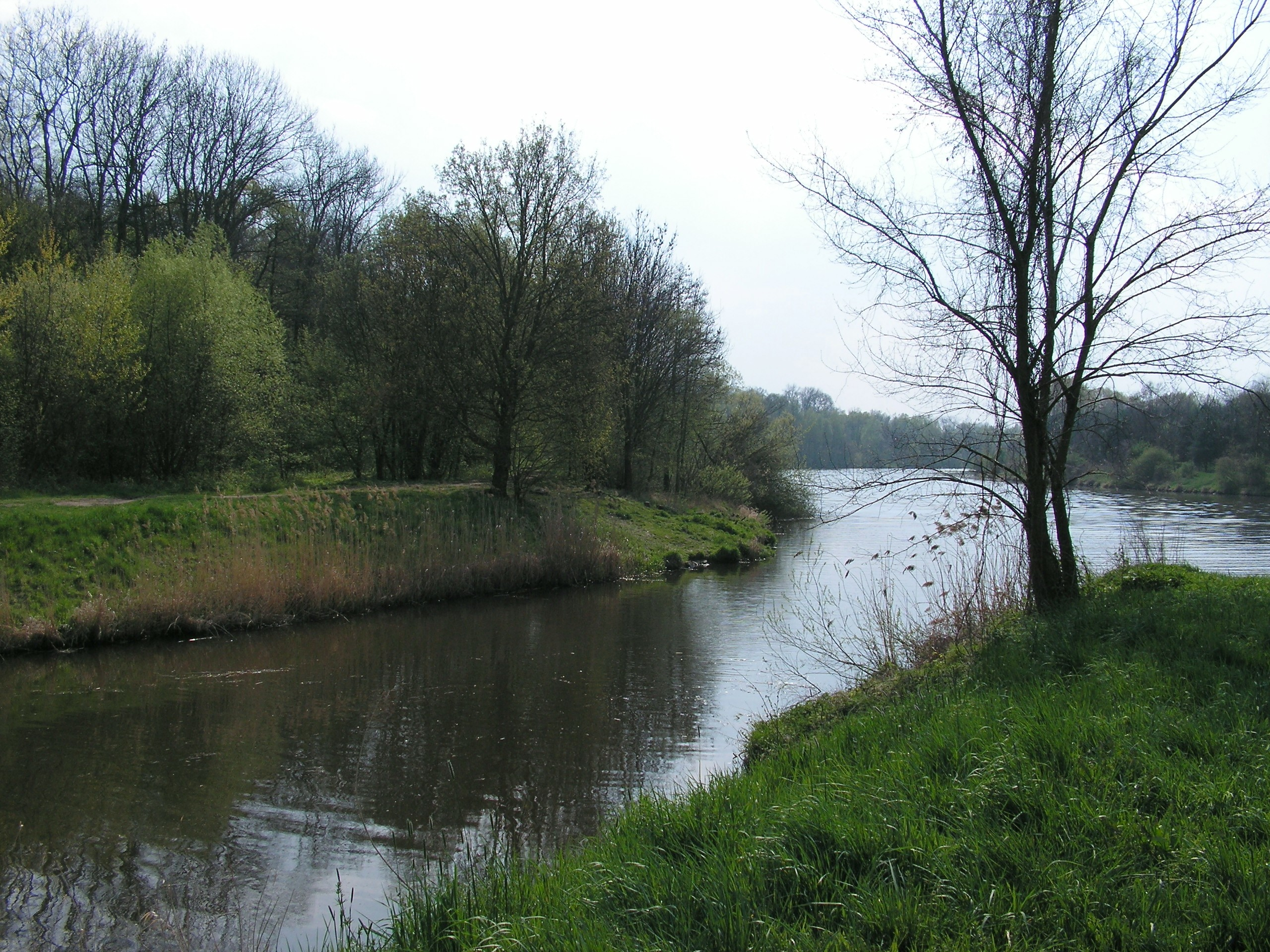
Confluența râului Doubrava (stânga) cu Elba

Râul Doubrava își are originea pe teritoriul comunei Radostín⁠(d), la granița dintre Munții Křižanov și Dealurile Sázava, la o altitudine de 624 m (2.047 ft) deasupra nivelului mării. Râul are trei izvoare marcate, care se găsesc aproape unul de celălalt. Datorită activității umane (drenarea mlaștinilor și reglarea cursurilor de apă), debitul izvoarelor s-a modificat de-a lungul timpului și nu este clar care izvor este cel principal.
Doubrava curge apoi către comuna Záboří nad Labem din districtul Kutná Hora, unde se varsă în râul Elba la o altitudine de 196 m (643 ft). Doubrava are o lungime de 88,3 kilometri (54,9 mi). Bazinul său hidrografic are o suprafață de 591,4 kilometri pătrați (228,3 mi2).
Cei mai lungi afluenți ai râului Doubrava sunt:
| Nume afluent     | Lungime (km) | Km. râu | Afluent de |
| ---------------- | ------------ | ------- | ---------- |
| Brslenka         | 31,4         | 8,3     | stânga     |
| Hostačovka       | 23,7         | 25,2    | stânga     |
| Čertovka         | 14,6         | 4,9     | dreapta    |
| Starkočský potok | 12,8         | 12,8    | dreapta    |

## Așezări
Cea mai populată așezare de pe râul Doubrava este orașul Chotěboř⁠(d). Râul curge prin teritoriile comunelor Radostín, Krucemburk⁠(d), Ždírec nad Doubravou⁠(d), Sobíňov⁠(d), Chotěboř, Dolní Sokolovec⁠(d), Libice nad Doubravou⁠(d), Bezděkov, Maleč⁠(d), Nová Ves u Chotěboře⁠(d), Víska, Čečkovice⁠(d), Jeřišno⁠(d), Borek, Běstvina, Kraborovice⁠(d), Heřmanice, Ronov nad Doubravou⁠(d), Žleby⁠(d), Vrdy⁠(d), Vinaře⁠(d), Vlačice⁠(d), Bílé Podolí⁠(d), Žehušice⁠(d), Horka I⁠(d), Rohozec, Svatý Mikuláš⁠(d), Kobylnice și Záboří nad Labem.

## Corpuri de apă

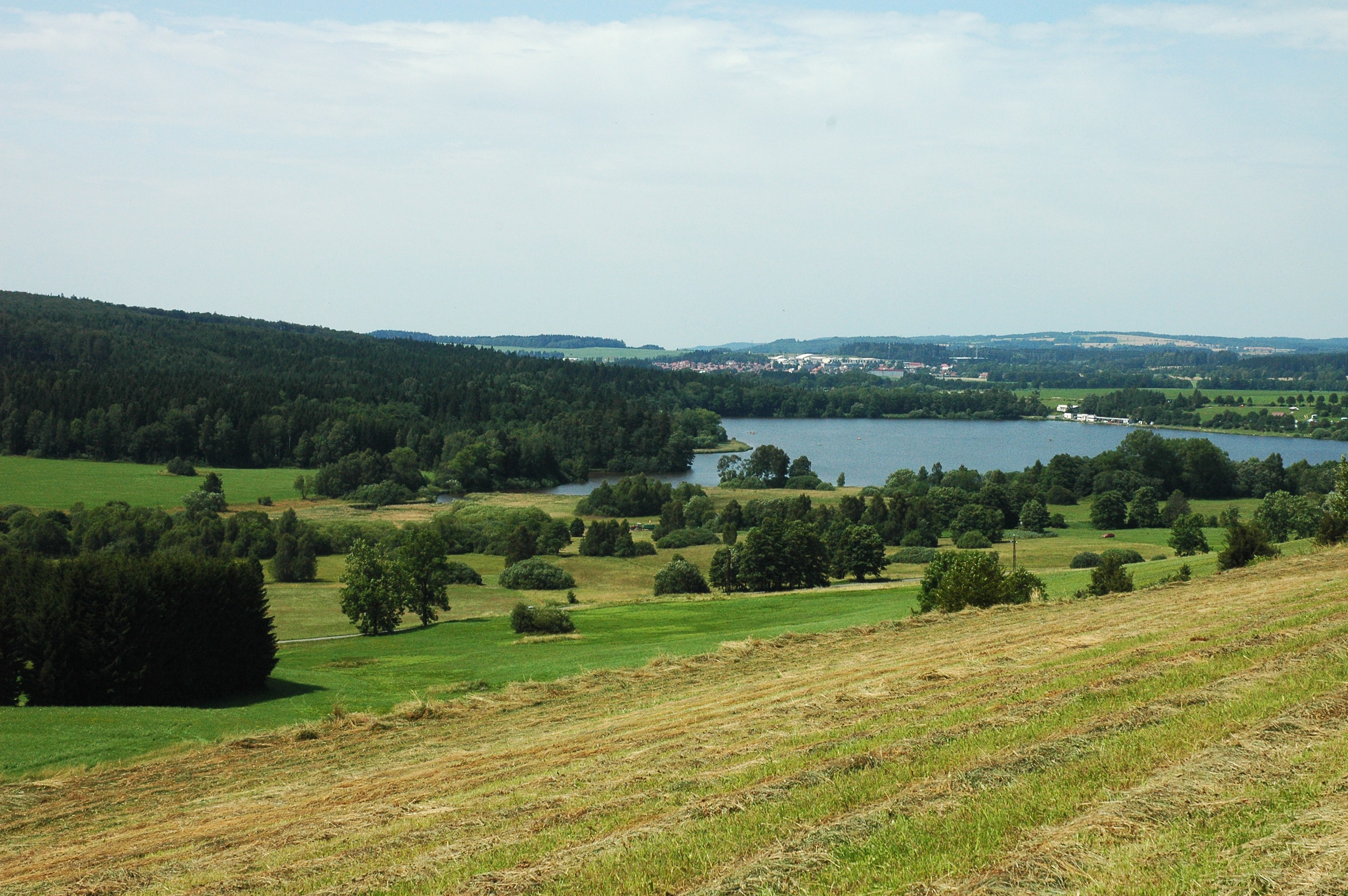
Iazul de pește Řeka

În zona bazinului său hidrografic se găsesc  673 de corpuri de apă. Cel mai mare dintre acestea este iazul de pește Řeka, cu o suprafață de 43 de hectare, construit direct pe Doubrava. Pe cursul mijlociu al râului a fost construit lacul de acumulare Pařížov cu o suprafață de 7,4 hectare.

## Rezervații naturale

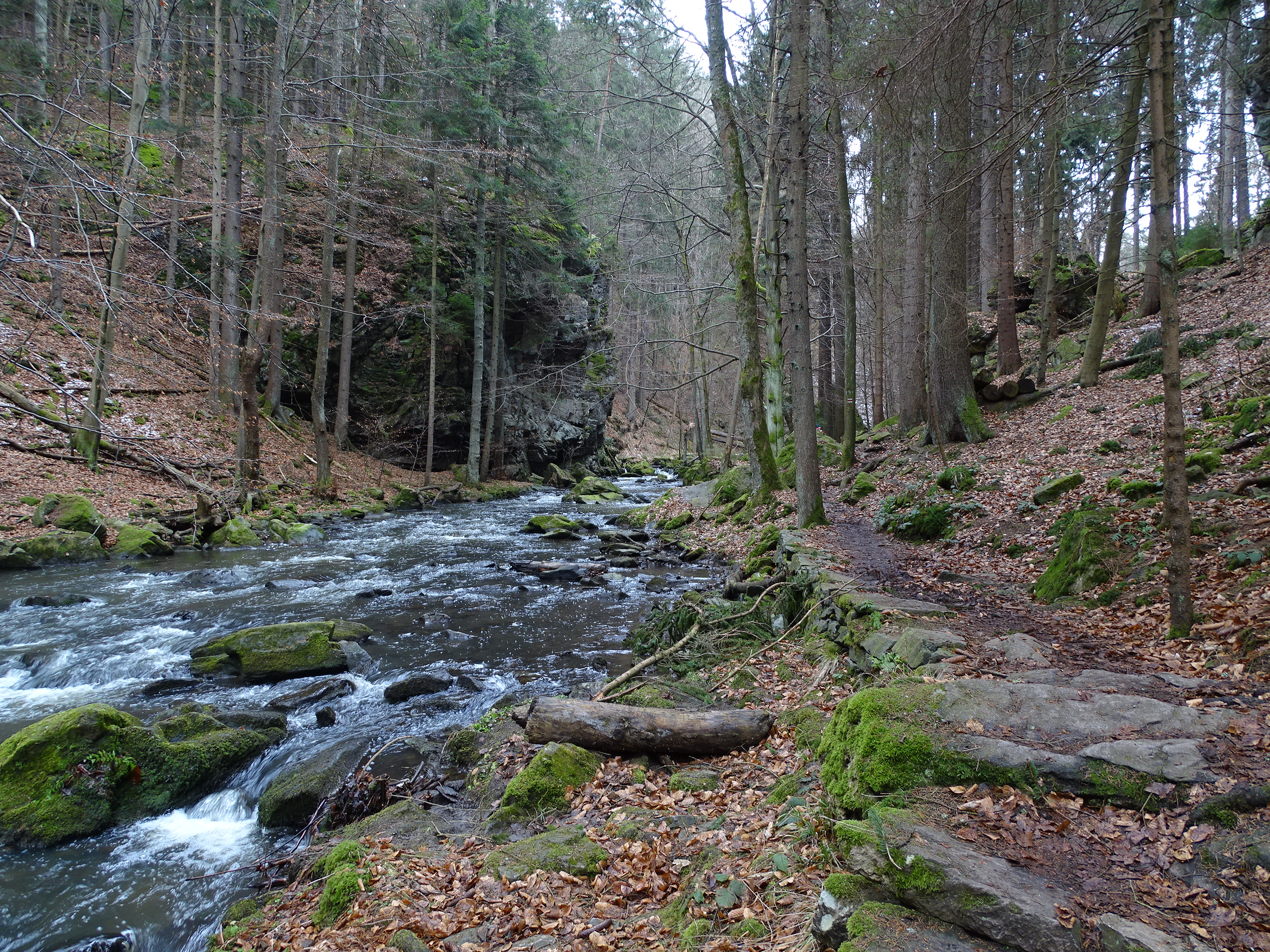
Rezervația naturală Údolí Doubravy

Doubrava își are originea în aria protejată Žďárské vrchy⁠(d). Râul iese din această arie protejată după aproximativ 12 km (7,5 mi). Iazul Řeka se află în aria protejată. Gura râului spre iaz este special protejată ca Rezervația Naturală Řeka cu o suprafață de 16,1 hectare. Subiectul protecției sunt pajiștile umede de turbă cu apariție abundentă de specii de plante și animale protejate și pe cale de dispariție. 
Lângă Chotěboř⁠(d), râul traversează Aria de Peisaj Protejat Munții de Fier (dar nu și lanțul muntos cu același nume care formează partea principală a ariei protejate). Valea râului din aceste arii protejate este protejată special ca Rezervația Naturală Údolí Doubravy, cu o suprafață de 93,2 hectare. Râul a creat acolo o vale asemănătoare unui canion cu mai multe forme semnificative din punct de vedere geomorfologic. Valea este, de asemenea, valoroasă pentru apariția speciilor protejate și rare de plante și animale.

## Turism
Râul Doubrava este potrivit pentru turismul fluvial numai după ploi abundente, topirea zăpezii sau după ce apa este eliberată din lacul de acumulare Pařížov. Două secțiuni ale râului sunt navigabile, dar sunt recomandate doar vâslașilor experimentați.